# Portaledge

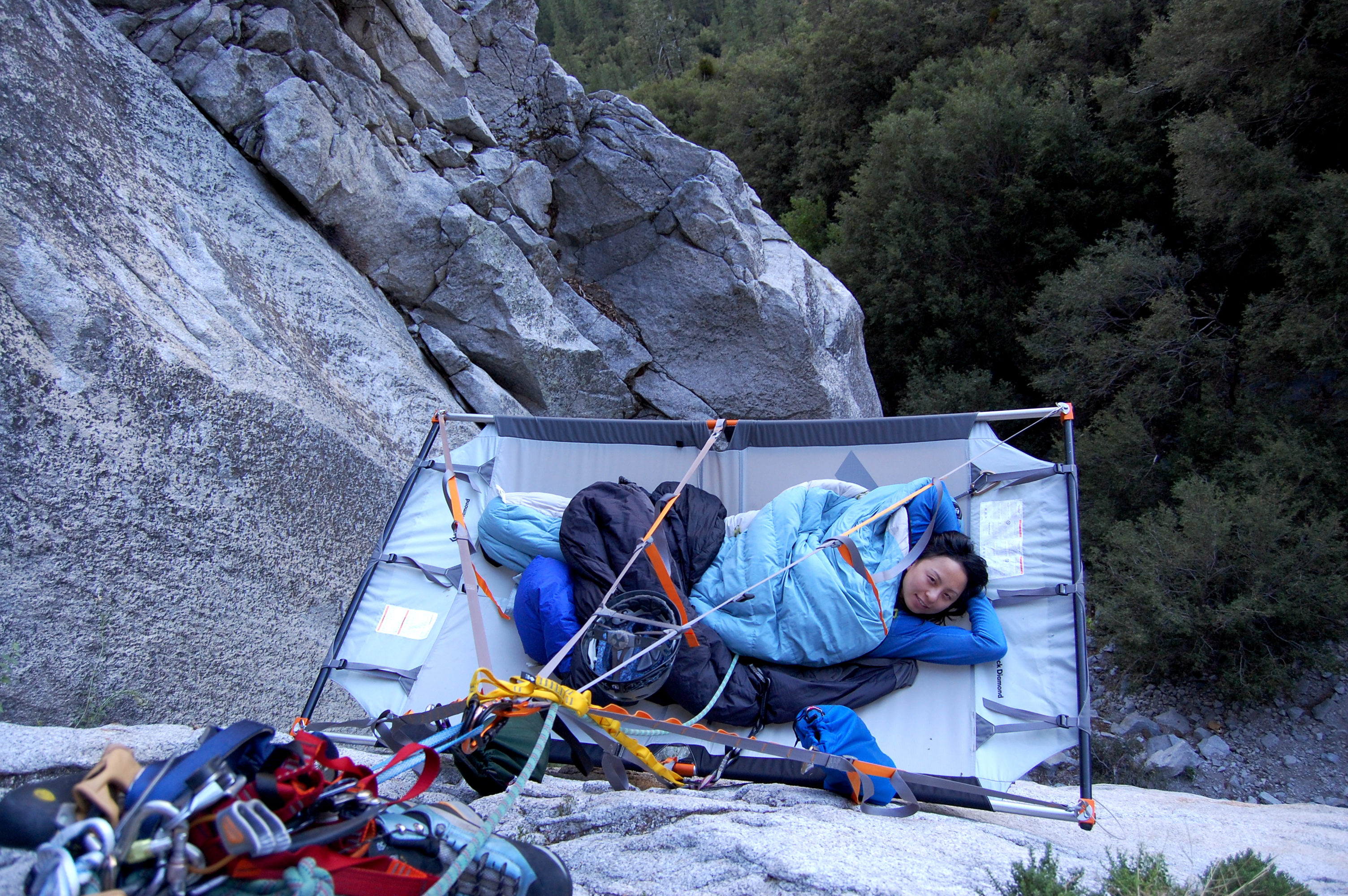
Portaledge von oben gesehen

Portaledge (auch: Portable ledge) ist ein Hilfsmittel zum Biwakieren in Felswänden beim Bigwall-Klettern. Es besteht aus einer Plattform (starrer Rahmen, meist aus Aluminiumstangen zusammengesetzt, zwischen denen ein Stoff gespannt ist) und Spanngurten, mit denen das Portaledge an Felshaken befestigt wird. Häufig wird das komplette Portaledge zusätzlich mit einer Zeltplane überzogen, um die Benutzer vor Wind und Regen zu schützen.